# 方丈
方丈（ほうじょう）は、
1. 1丈四方の面積を指す。またその広さの部屋や建物の事で、「方」には四角形の意味（例：方墳、正方形など）が在り、「丈」の長さをもつ「方」ということ(本項目で記す）。
2. 古代中国において、仙人が住む島とされた東方の三神山（蓬萊・瀛洲）の一つで、神仙が住む東方絶海の中央にあるとされる。方壷（ほうこ）とも呼ばれる[1]。

## 大きさ
1丈は、10尺であるので、1方丈は、約3.030m 四方ということになる。その面積は、100平方尺であり、約9.1827 m2である。
京間（6尺3寸×3尺1寸5分 = 約1.9091 m ×約0.9545 m ）の四畳半の一辺は、9尺4寸5分 = 約2.8636 m であり、その面積は89.3025平方尺 = 約8.2004 m2 であるから、1方丈は京間の四畳半の1.12倍程度の広さである。
　

## 建物
方丈サイズの草庵は簡単に構築でき、また簡単に解体する事ができたため、僧侶や隠遁者に愛用された。鴨長明の『方丈記』は、方丈の庵で書かれたことによる題名である。
また『維摩経』に書かれているように、維摩詰の方丈を訪れた文殊菩薩とその一行がその狭い空間に全員収ることができたという逸話から、仏教においては方丈に全宇宙が内在しているという考え方が生まれ、そこから寺院の住職が生活する建物を特に方丈と呼ぶようになった。室町時代中期以降は仏像や祖師像が安置されるようになり、本堂の役割を担う建物となった。今日の日本の曹洞宗においては住職本人のことも方丈と呼ぶ慣わしがある。